# Pirheliòmetre

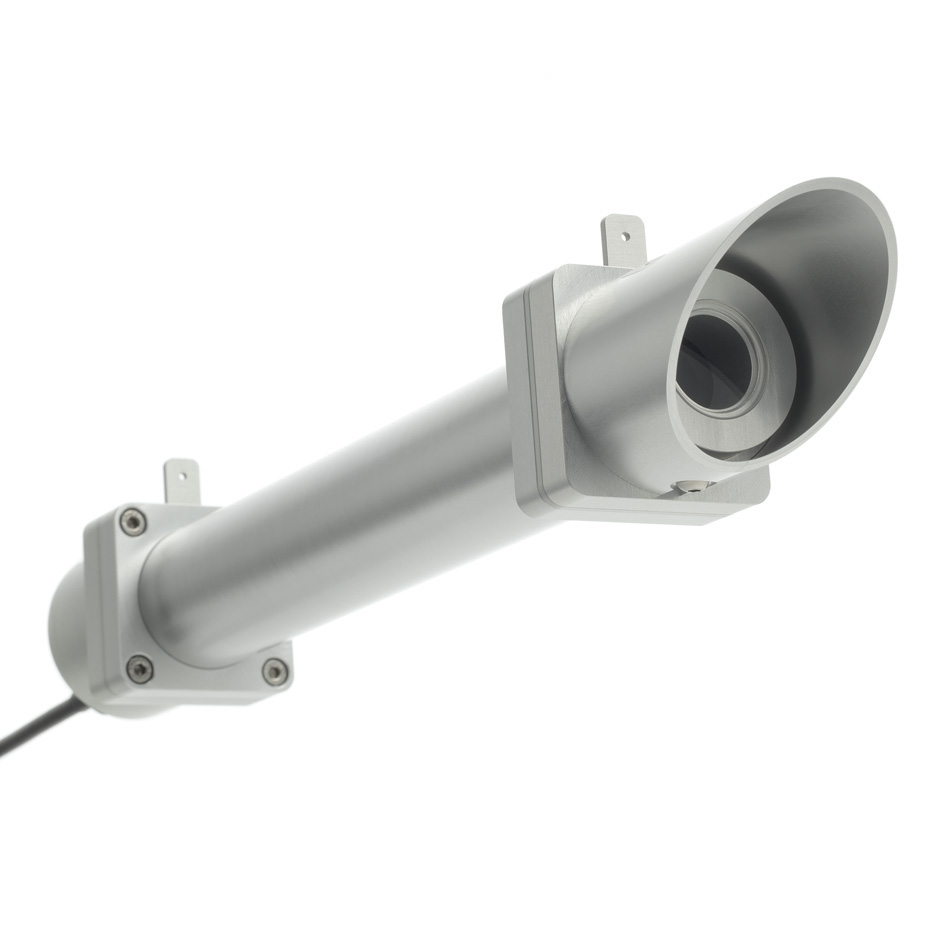
Un pirheliòmetre de recerca

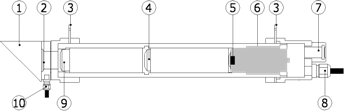
Pirheliòmetre: (1) tapa de protecció, (2) finestra amb escalfador, (3) vista, (5) sensor, (7) indicador d'humitat, (10) cable per a l'escalfador

Un pirheliòmetre és un instrument per al mesurament de la irradiància d'un feix de llum solar. La llum del sol entra en l'instrument a través d'una finestra i és dirigida sobre una termopila, que converteix la calor en un senyal elèctric que es pot gravar. El voltatge del senyal és convertit a través d'una fórmula per mesurar watts per metre quadrat. S'utilitza juntament amb un sistema de seguiment solar per mantenir l'instrument orientat al sol. El pirheliòmetre s'utilitza sovint en la mateixa configuració amb un piranòmetre.
El primer pirheliòmetre va ser desenvolupat entre 1837 i 1838 pel físic francès Claude Pouillet (1790-1868) per realitzar les primeres mesures quantitatives de la calor emesa pel sol. El valor que va obtenir per a la constant solar va ser de 1228 W/m², prou proper de l'estimació actual, que és 1367 W/m². Després, d'acord amb la llei de Dulong i Petit, va estimar que la temperatura del sol era d'uns 1800 °C. (Aquest valor va ser revaluat el 1879 per Josef Stefan als 5430 °C.)

## Normes
Les especificacions de mesurament dels pirheliòmetres estan subjectes als estàndards de l'Organització Internacional per a la Normalització (ISO) i de l'Organització Meteorològica Mundial (OMM). Les comparacions entre pirheliòmetres per la seva intercalibració es duen a terme amb regularitat per mesurar la quantitat d'energia solar rebuda.
L'objectiu d'aquestes comparacions internacionals que tenen lloc cada 5 anys al Centre Mundial de Radiació a Davos és assegurar la transferència mundial de la World Radiometric Reference. Durant aquest esdeveniment tots els participants porten a Davos els seus instruments, sistemes de seguiment solar i d'adquisició de dades per dur a terme mesuraments de radiació solar simultànies amb el World Standard Group.

## Aplicacions
Les aplicacions més comunes dels mesuraments amb pirheliòmetres són les observacions meteorològiques científiques i del clima, la investigació d'assajos de materials i l'avaluació de l'eficiència dels captadors solars i dispositius fotovoltaics.